# Plan des Arachides

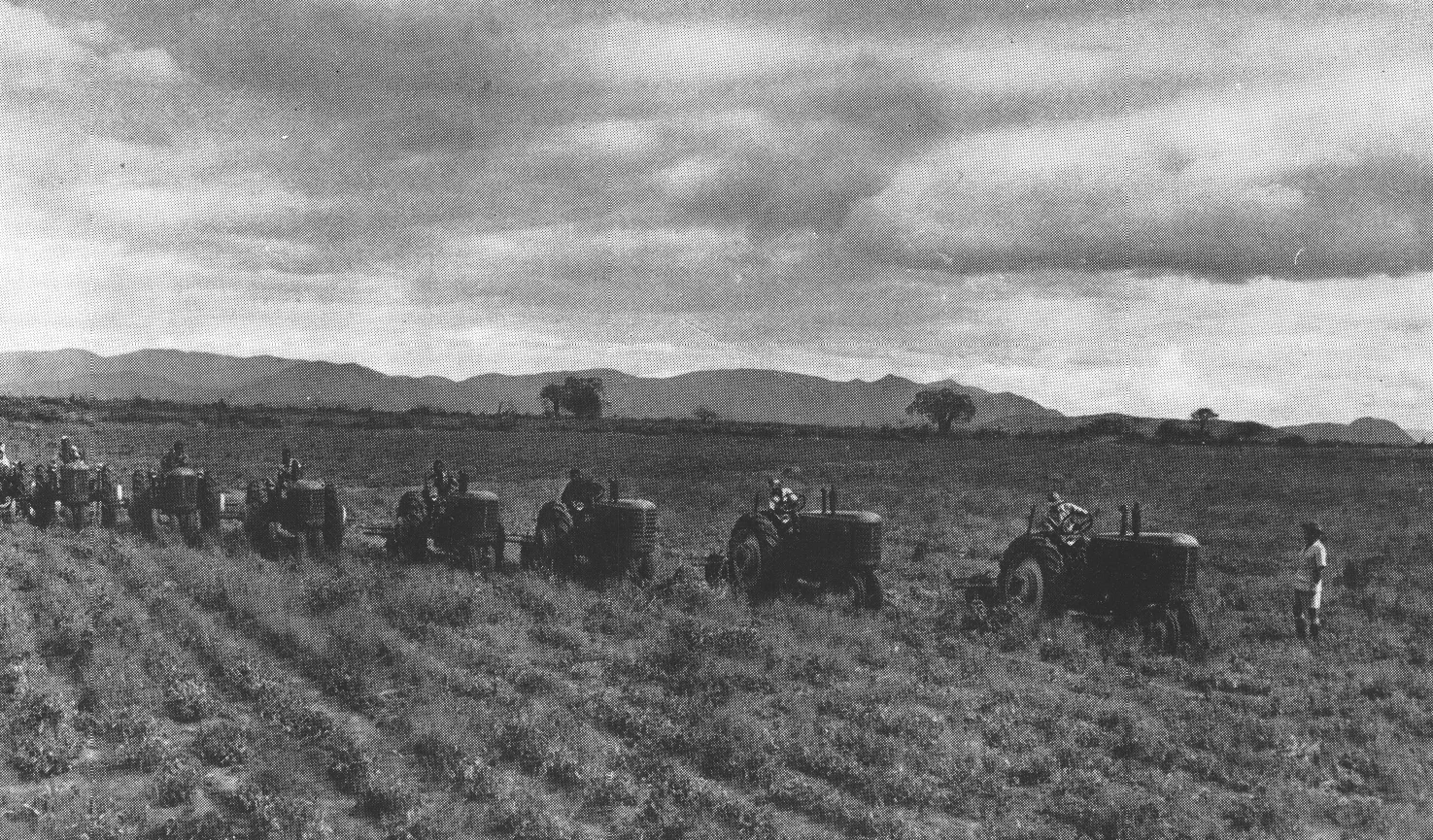
L'arrachage mécanique des arachides en 1948.

Le Plan des arachides ou opération arachide, en anglais « groundnut scheme » ou « Tanganyika groundnut scheme », est un projet agro-industriel mené au Tanganyika de 1946 à 1951 par le Royaume-Uni. Le but était de développer massivement la culture des arachides pour suppléer les carences en matières grasses subies en Grande-Bretagne à la sortie de la Seconde Guerre mondiale.
Insuffisamment préparé, exagérément optimiste, mal mené, le plan est un échec économique et agraire qui coûte plus de 36 millions de livres sterling au gouvernement britannique.

## Contexte
Dans l'Angleterre de l'immédiat après-guerre, les matières grasses sont rares. Ce manque est durement ressenti par les populations mais constitue également un manque à gagner important pour les entreprises de l'agro-alimentaire, en particulier Unilever. D'autre part, l'importation nécessaire de matières grasses pesait lourdement sur les finances du pays et obérait sa capacité à rembourser le prêt-bail consenti par les États-Unis au cours du conflit.
Dans ce contexte, la United Africa Company (en), filiale d'Unilever, élabore un plan ambitieux de mise en culture de terres inexploitées afin d'y faire pousser l'arachide, de la récolter, de la transformer en huile afin de l'importer dans les Îles britanniques. Le but affiché était de profiter à l'économie anglaise d'après-guerre mais aussi de développer l'agro-industrie du Tanganyika, permettant notamment la création de 32 000 emplois dans le secteur. Frank Samuel (en), directeur général de l'United Africa Company, approche le directeur de l'agriculture du territoire du Tanganyika, qui se dit prêt à lui proposer environ cent mille acres, soit environ quarante mille hectares, pour mener à bien ce plan, sans aucune capacité de financement de l'administration coloniale. Mais cette surface est considérée comme insuffisante par Samuel, qui propose au ministère de l'Alimentation (en) un plan beaucoup plus vaste couvrant 2 millions et demi d'acres. Une mission commanditée par le gouvernement approuve très rapidement ce plan, proposant même une extension de la zone d'expérimentation à 3 210 000 acres, soit 1 300 000 hectares,,.

## Déroulement

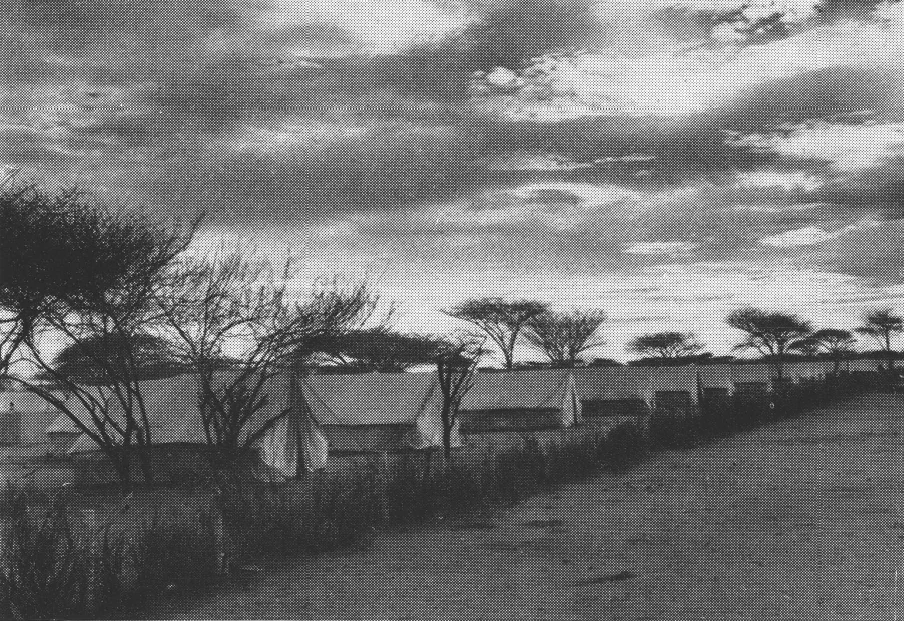
Les logements des volontaires européens.

La proclamation du plan suscite un grand enthousiasme et cent mille volontaires s'inscrivent pour y participer. La culture de l'arachide semble pertinente à la fois d'un point de vue économique et agricole. C'est en effet une plante dont la récolte est possible dès la première année. D'autre part, elle se contente de sols médiocres et de pluies rares. Les zones envisagées pour la culture sont très peu peuplées. La United African Company est remplacée par l'Overseas Food Corporation gouvernementale, sous la conduite d'Arthur Creech Jones, dépendant lui-même du ministre John Strachey.
La principale caractéristique du plan était de mécaniser complètement la culture de l'arachide, à l'instar de ce que les États-Unis lancent au même moment dans leurs États méridionaux.

## Échec
Dès 1949, de nombreux signes montrent que le plan ne se déroule pas comme prévu. Notamment, le programme coûte six fois plus cher qu'il ne rapporte. Toutefois, le gouvernement préfère infléchir le programme en abandonnant l'aspect purement alimentaire pour adopter une politique de développement colonial.
Les causes de l'échec du plan sont à la fois naturelles, techniques et organisationnelles. L'expérience coûte à l'État 36 millions de livres sterling.
La première cause de l'échec est la légèreté avec laquelle le plan a été approuvé, lors d'une mission de neuf semaines dont les deux tiers étaient consacrés à un arpentage en avion, par des non-spécialistes de l'agriculture tropicale, durant la saison des pluies et sans proposer d'expérimentation préalable,,, ce que reconnaît le nouveau ministre Maurice Webb (en) en juillet 1950. Par ailleurs, les Britanniques ont complètement sous-évalué la capacité des populations africaines à développer de leur propre chef une culture traditionnelle des arachides.

## Dans la culture
Le Plan des arachides est le sujet central du roman de Katherine Scholes The perfect wife paru en 2013 et traduit en 2015 en français sous le titre Les Fleurs sauvages des bougainvilliers.